# Цокалка
Цо́калка (Epthianura) — рід горобцеподібних птахів родини медолюбових (Meliphagidae). Представники цього роду є ендеміками Австралії. Разом з пустельними цокалками з монотипового роду Epthianura їх раніше відносили до окремої родини цокалкових (Epthianuridae), однак наразі більшість систематиків відносять їх до підродини Epthianurinae в родині медолюбових (Meliphagidae).

## Опис
Цокалки — дрібні птахи, середня довжина яких становить 11-19 см, а вага 7-17 г. Вони є зовні схожими на плисок і, як і плискові, пристосовані до наземного способу життя. Дзьоби у цокалок короткі і тонкі, більш округлі, ніж у інших медолюбових. Як і у інших представників родини, кінчик язика у них має щіточкоподібну форму. Цокалкам притаманний статевий диморфізм. Самці мають яскраве або контрастне забарвлення, самиці мають менш яскраве, непримітне забарвлення. Жовті і малинові цокалки вирізняються серед медолюбів тим, що мають сезонні відмінності в оперенні, особливо у самці, які під час негніздового періоду мають менш яскраве забарвлення.
Цокалки мешкають переважно у внутрішніх районах Австралії, білолобі цокалки також поширені на узбережжі і на Тасманії. Вони зустрічаються в сухих чагарникових заростях, трапляються в галерейних лісах, сезонних і постійних водно-болотних угіддях, на луках і навіть на змінених людьми сільськогосподарських територіях. Цокалки ведуть кочовий спосіб життя, їх переміщення всередині континенту досі є слабо дослідженими.

## Види
Виділяють чотири види:
- Цокалка малинова (Epthianura tricolor)
- Цокалка золотиста (Epthianura aurifrons)
- Цокалка жовта (Epthianura crocea)
- Цокалка білолоба (Epthianura albifrons)

## Етимологія
Наукова назва роду Epthianura походить від сполучення слів дав.-гр. εφθος — витончений, очищений і ουρα — хвіст.